# Piotr Łaski
Piotr Paweł Łaski (ur. 1944) – polski prawnik specjalizujący się w prawie międzynarodowym publicznym, profesor nauk prawnych, kierownik Katedry Prawa Międzynarodowego Publicznego na Wydziale Prawa i Administracji Uniwersytetu Szczecińskiego.

## Wykształcenie
Ukończył studia prawnicze na Wydziale Prawa i Administracji Uniwersytetu Mikołaja Kopernika w Toruniu w 1968 roku, zaś w roku 1976 uzyskał tam stopień doktora. W 1992 roku na Wydziale Prawa i Administracji UMCS w Lublinie uzyskał stopień doktora habilitowanego na podstawie rozprawy pt. Secesja części terytorium państwa w świetle prawa międzynarodowego. Postanowieniem z dnia 22 stycznia 2016 roku Prezydent RP nadał mu tytuł profesora nauk prawnych.

## Wybrane publikacje
- Terminy „wojna partyzancka” i „partyzant” w politologii i publicystyce, Studia Nauk Polit. 1981, nr 6
- Secesja części terytorium państwa w świetle prawa międzynarodowego, Lublin 1990
- Prawo prywatne międzynarodowe. Pytania, testy, kazusy, tablice, C. H. Beck, Warszawa 2008
- Nabycie i utrata terytorium w świetle prawa międzynarodowego. Zarys problematyki, Polgres Multimedia Szczecin 2013